# Nicolas de Condorcet
Marie-Jean-Antoine-Nicolas de Caritat, marchese di Condorcet, noto come Nicolas de Condorcet (Ribemont, 17 settembre 1743 – Bourg-la-Reine, 29 marzo 1794), è stato un matematico, economista, filosofo e politico rivoluzionario francese.
Fece parte del gruppo degli "enciclopedisti", stringendo una proficua collaborazione in particolare con i philosophes Jean-Baptiste D'Alembert, Denis Diderot, d'Holbach e Voltaire.
Massone, fu membro della loggia parigina Le nove sorelle, appartenente al Grande Oriente di Francia. Condorcet è considerato uno degli ultimi illuministi francesi assieme a Jacques-André Naigeon.
Come matematico scrisse nel 1765 Sul calcolo integrale e nel 1768 Saggi di analisi e nel 1785 Saggio sull'applicazione dell'analisi alla probabilità delle decisioni prese a maggioranza di voti, dove tentava di applicare forme di calcolo matematico ai fenomeni sociali. Nel 1769 entrò a far parte dell'Académie des Sciences, di cui divenne segretario nel 1773. Nel 1782 fu eletto all'Académie Française.
Unitosi ai cosiddetti idéologues, partecipò attivamente alla Rivoluzione francese, ma avvicinatosi al gruppo dei girondini, fu oggetto di proscrizione per i suoi contrasti con Robespierre, in particolare per divergenze sulle leggi costituzionali e per la sua opposizione alla pena di morte per Luigi XVI, ed in seguito incarcerato. Morì in prigione, in circostanze poco chiare ma probabilmente suicida, nel 1794.

## Biografia

### La giovinezza
Condorcet nacque a Ribemont, nell'Aisne, in un ramo dell'antica famiglia dei Caritat, marchesi che prendevano il nome dalla cittadina di Condorcet, nell'allora Delfinato, dove avevano risieduto a lungo. Orfano di padre dopo pochi anni, fu allevato dalla madre, devota religiosa. Studiò in un collegio dei Gesuiti a Reims e quindi al Collège de Navarre a Parigi, dove mostrò rapidamente le sue capacità intellettuali e ottenne i primi riconoscimenti in matematica. A sedici anni, le sue abilità analitiche furono elogiate da Jean le Rond d'Alembert, di cui lo stesso Condorcet sarebbe divenuto ben presto uno studente, e Alexis Clairault.
Dal 1765 al 1774 si dedicò alla scienza. Nel 1765 pubblicò il suo primo scritto sulla matematica, dal titolo Essai sur le calcul intégral, che fu molto ben accolto e che diede inizio alla sua carriera di matematico di fama. Le sue ricerche proseguirono spedite con la pubblicazione di molti suoi altri scritti ed il 25 febbraio 1769 fu eletto all'Académie royale des Sciences.
Nel 1772 pubblicò un'altra opera sul calcolo integrale, che fu salutato da molti come un lavoro innovativo in diversi campi. Poco dopo conobbe Jacques Turgot, un economista, di cui divenne amico. Turgot sarebbe divenuto amministratore sotto Luigi XV nel 1772 e in seguito divenne Controllore Generale delle Finanze sotto il suo successore Luigi XVI nel 1774.

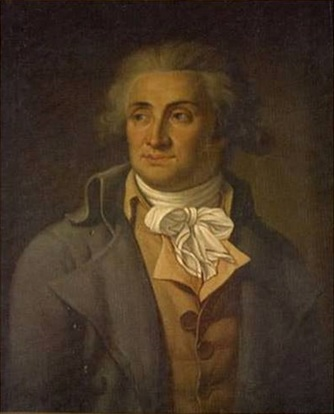
Il marchese di Condorcet

Condorcet divenne conosciuto in tutto il mondo e lavorò con scienziati famosi come Eulero e Benjamin Franklin. Fu nominato membro onorario di diverse accademie scientifiche e società filosofiche straniere, come per esempio in Germania, Russia e Stati Uniti d'America.

### Gli inizi della carriera politica
Nel 1774 Condorcet fu nominato da Turgot ispettore generale alla Zecca di Parigi. Condorcet iniziò ad interessarsi alla filosofia e alle questioni politiche. Negli anni seguenti divenne difensore dei diritti umani in generale, e dei diritti delle donne e dei Neri in particolare; favorevole all'abolizione della schiavitù, aderì alla Società degli Amici dei Neri negli anni ottanta del Settecento. Appoggiò gli ideali rappresentati dagli appena costituiti Stati Uniti d'America e avanzò progetti di riforme politiche, amministrative e economiche che intendevano trasformare la Francia.

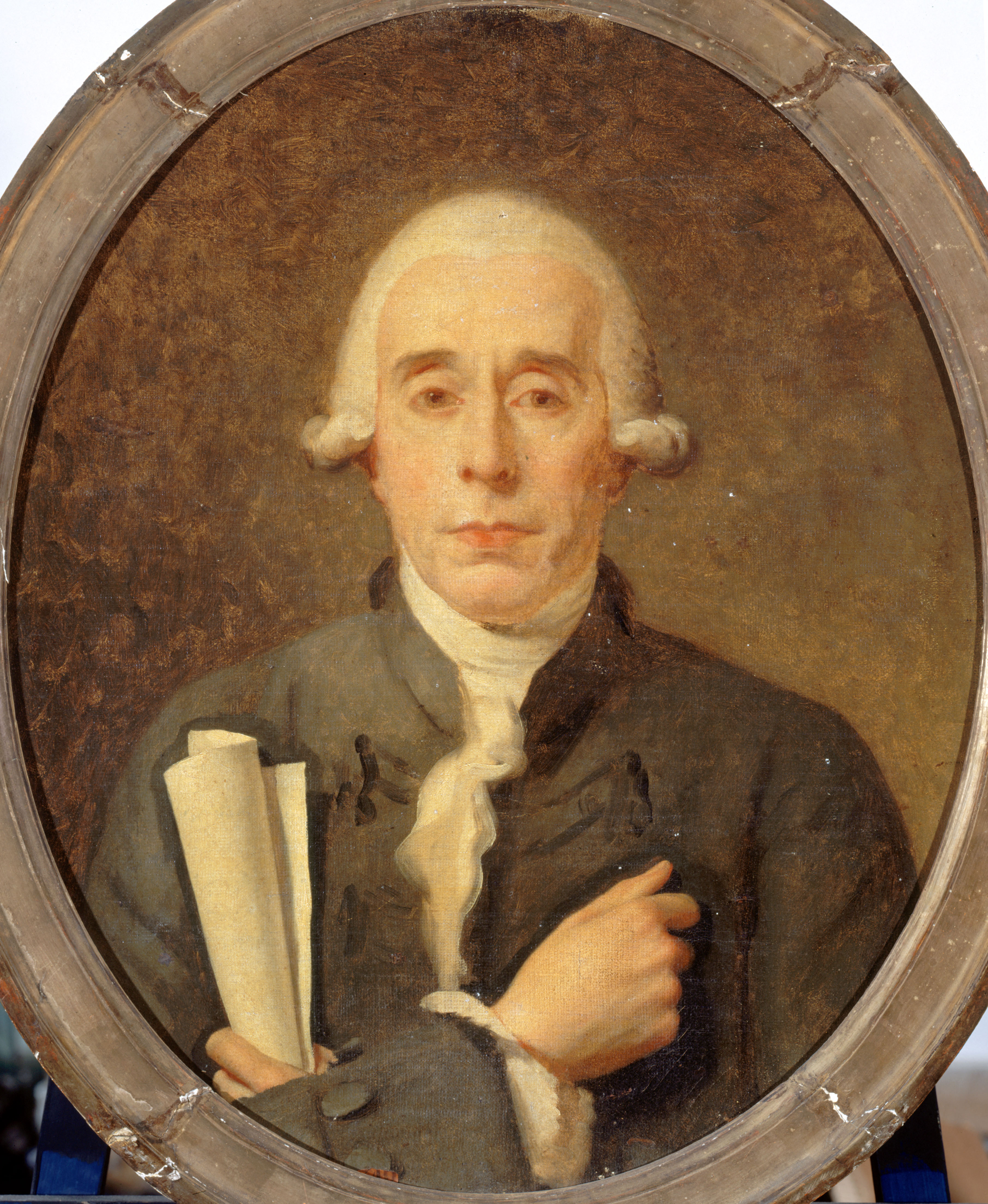
Jean Sylvain Bailly ritratto da Jacques-Louis David.

Nel 1776 Turgot cadde in disgrazia e fu rimosso dal posto di Controllore Generale. Di conseguenza Condorcet presentò le sue dimissioni come ispettore generale della Zecca, ma gli furono respinte e continuò a ricoprire la funzione fino al 1791. Condorcet scrisse poi Vie de M.Turgot (1786), una biografia che parlava appassionatamente di Turgot e sosteneva le sue teorie economiche. Condorcet continuò a ricoprire prestigiose cariche: nel 1777 divenne ad esempio Segretario Permanente dell'Académie des Sciences, favorito dal suo protettore, il celebre matematico ed enciclopedista Jean Baptiste d'Alembert. Alle elezioni per il Segretariato sconfisse l'astronomo Jean Sylvain Bailly, per il quale parteggiava l'insigne naturalista Georges-Louis Leclerc de Buffon. Da quel momento in poi tra Condorcet e Bailly nacque una profonda rivalità accademica: Condorcet arrivò a definire il suo rivale un «frate illuminato» («frére illuminé»), accusandolo di dedicarsi principalmente a mere congetture mistico-illuministiche più che al progresso della cultura scientifica e alludendo alle sue presunte simpatie massoniche e metafisiche (sebbene entrambi facessero parte della loggia Les Neuf Sœurs).
Condorcet mantenne la carica di segretario fino all'abolizione dell'Accademia stessa, nel 1793. Nel 1782 inoltre, entrò nell'Académie Française di cui divenne segretario. La sua entrata fu, ancora una volta, segnata dalla rivalità con Bailly. Nella votazione per l'ammissione Condorcet ottenne 16 voti contro i 15 ottenuti dal rivale Bailly. Condorcet riuscì comunque ad essere eletto grazie ad una manovra politica con la quale il suo protettore D'Alembert, segretario perpetuo dell'Académie Française, gli fece avere il voto del conte de Tressan, fisico e scienziato. Bailly riuscì comunque ad entrare nell'accademia l'anno successivo, ma solo dopo che l'opposizione di D'Alembert verso di lui terminò con la morte di questi, avvenuta nell'ottobre del 1783.

### Il paradosso di Condorcet
Nel 1785 Condorcet scrisse il "Trattato sull'Applicazione dell'Analisi alla Probabilità delle Decisioni a Maggioranza", una delle sue opere più importanti. Questo lavoro descriveva diversi risultati ora famosi, tra cui il teorema della giuria di Condorcet, che stabilisce che aggregare stime casuali indipendenti di una singola variabile aumenta la probabilità di esattezza se e solo se la probabilità di errore di ciascuna stima è meno della metà, e il paradosso di Condorcet, che mostra che i voti a maggioranza diventano intransitivi quando vi siano tre o più scelte: è possibile che vi sia una maggioranza favorevole ad A rispetto a B, un'altra maggioranza favorevole a B rispetto a C, e un'altra maggioranza favorevole a C rispetto ad A, prese all'interno dello stesso elettorato e durante la stessa votazione.
Il trattato delinea anche un generico metodo di voto di Condorcet, progettato per simulare votazioni a due opzioni anche quando vi siano più candidati in una elezione. Era fortemente in disaccordo con il metodo alternativo di aggregare le preferenze avanzato da Jean-Charles de Borda (basato sulla somma delle posizioni nelle graduatorie di preferenza di ciascun elettore). Condorcet fu uno dei primi ad applicare sistematicamente la matematica alle scienze sociali.

### Altre opere
Nel 1781 Condorcet scrisse un pamphlet, Riflessioni sulla schiavitù dei negri, nel quale denunciava lo schiavismo. Nel 1786 lavorò su alcune idee riguardanti il calcolo integrale e quello differenziale, trattando in modo nuovo gli infinitesimi, tuttavia non pubblicò mai i suoi risultati. Nel 1789 pubblicò invece Vie de Voltaire, che illustrava la vita di Voltaire (morto nel 1778) e lo appoggiava nella sua opposizione alla Chiesa cattolica. Nel 1798 Thomas Malthus scrisse il "Saggio sul principio della popolazione e i suoi effetti sullo sviluppo futuro della società", in risposta parziale alle opinioni di Condorcet sulla "perfettibilità della società".

### La Rivoluzione francese
Fu il punto di riferimento dell'Illuminismo libertario nelle vicende politiche della Rivoluzione e, con esso, risultò soccombente durante gli sviluppi più radicali.

#### Deputato
Condorcet ebbe un ruolo molto rilevante agli inizi della Rivoluzione francese nel 1789; sperava in una ricostruzione razionalista della società e sostenne diverse istanze di ispirazione liberale; economicamente era un fisiocratico e oppositore del mercantilismo. Nel 1791 fu quindi eletto come rappresentante di Parigi all'Assemblea nazionale, di cui fu in seguito nominato segretario. L'assemblea adottò il progetto di Condorcet per un nuovo sistema educativo nazionale; egli inoltre propose una bozza di costituzione di una monarchia costituzionale per la nuova Francia. Si espresse a favore del diritto di voto alle donne per le nuove elezioni, scrivendo un articolo per il Journal de la Société de 1789 e pubblicando De l'admission des femmes au droit de cité nel 1790.
Dopo il 1792 le due principali fazioni politiche erano i Girondini, divenuto ormai il gruppo più moderato, e i Montagnardi, tra cui spiccava Maximilien Robespierre, fautori di una liquidazione rapida della monarchia come l'ultimo residuo dell'Ancien Régime. Benché Condorcet non facesse parte integrante di alcun gruppo o club, è considerato un Girondino, gruppo in cui aveva diversi amici. Fu presidente dell'Assemblea quando i Girondini ne avevano la maggioranza, fino a quando nel 1792 fu sostituita dalla Convenzione Nazionale, eletta in settembre per scrivere una nuova costituzione (Costituzione francese del 1793) che abolì la monarchia in favore della Repubblica, più di un anno dopo la tentata fuga del re Luigi XVI a Varennes.
Quando Luigi XVI fu processato, i Girondini avevano già perso la maggioranza alla Convenzione. Condorcet, che si opponeva alla pena di morte ma appoggiava il processo, si espresse contro l'esecuzione del re durante il voto nominale alla Convenzione. Questo episodio lo fece considerare un Girondino a tutti gli effetti. 
Deputato convenzionale per l'Aisne, votò "si" alla domanda "Luigi Capeto è colpevole di cospirazione contro la libertà pubblica e di attentato alla sicurezza generale dello Stato?", no alla richiesta di sottoporre al voto popolare il giudizio, e alla richiesta di pena rese la dichiarazione secondo cui al re andasse inflitta "la massima pena prevista dal nostro ordinamento che non sia la morte", ossia, implicitamente, l'ergastolo, chiedendo comunque che venisse ascoltata la richiesta del deputato girondino Jean-Baptiste Mailhe (che votò per la ghigliottina) in caso di condanna a morte, ossia che la pena fosse eventualmente sospesa. Infine nel quarto quesito, cioè la richiesta di sospensione della pena irrogata, si astenne dal voto. Questo in coerenza con la propria opinione avversa alla pena capitale. Di fatto votò in maniera simile al montagnardo giacobino abbé Grégoire.
I Montagnardi stavano acquisendo sempre più influenza alla Convenzione, visto che il tradimento del re stava confermando le loro tesi. Uno di essi, Marie-Jean Hérault de Séchelles, come Condorcet membro della Commissione per la Costituzione, rielaborò pesantemente la bozza di Condorcet e presentò quella che fu chiamata la Costituzione Montagnarda, democratica e mai applicata, in cui comunque si negava il principio della separazione dei poteri cara agli illuministi essendo ispirata da Montesquieu. Condorcet criticò questa rielaborazione e, di conseguenza, fu accusato di tradimento secondo la legge dei sospetti. Il 3 ottobre 1793 fu emesso un mandato di cattura nei suoi confronti da parte del Tribunale rivoluzionario.
Condorcet, benché contrario all'ateismo di stato, sostenuto di fatto dai più accaniti fra i fautori della cosiddetta "scristianizzazione della Francia" (gli hébertisti), era anche contrario alla politica religiosa filo-deista di Robespierre e affermò che "Robespierre è un prete e non sarà mai altro che un prete."

#### Arresto e morte

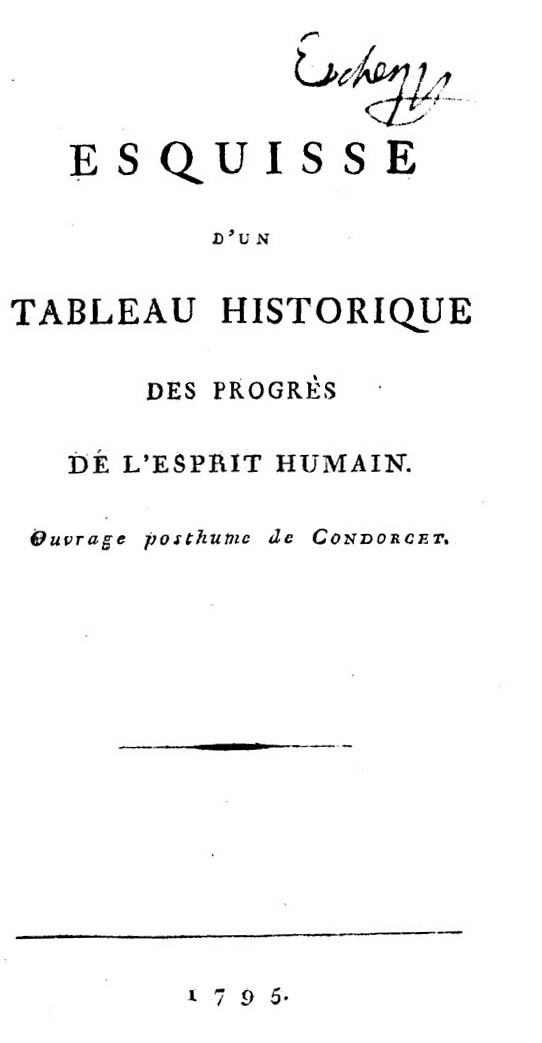
Esquisse d'un tableau historique des progres de l'esprit humain, 1795

Il mandato d'arresto costrinse Condorcet a nascondersi, essendo quasi certo (come accaduto alla maggioranza degli altri girondini) di venire condannato alla ghigliottina in caso di processo. Restò per cinque mesi (secondo altre fonti per otto) nella casa di Madame Vernet, in rue des Fossoyeurs (poi Servandoni), a Parigi. Qui scrisse la sua opera più celebre, Esquisse d'un tableau historique des progrès de l'esprit humain (Abbozzo di un ritratto storico dei progressi dello spirito umano), che fu pubblicato postumo nel 1795 ed è considerato uno dei maggiori testi dell'Illuminismo e del pensiero storico; vi è esposta la storia della civilizzazione evidenziando la stretta connessione tra il progresso scientifico e lo sviluppo dei diritti umani e della giustizia e, di conseguenza, vi si tracciano i principali aspetti di una società razionalista futura, modellata dalla conoscenza scientifica. Con questo testo si ritiene lo sviluppo dell'Illuminismo pienamente concluso.

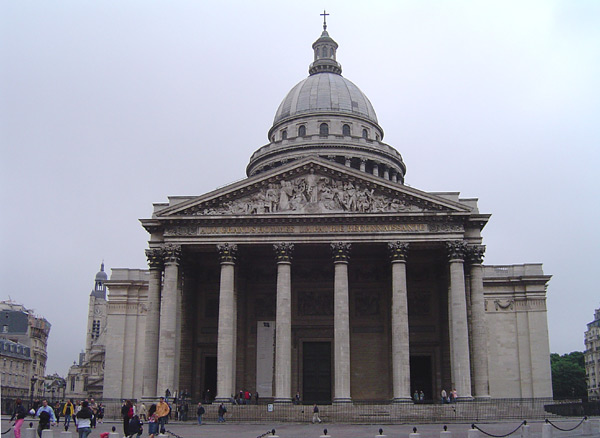
Condorcet fu simbolicamente sepolto al Panthéon nel 1989.

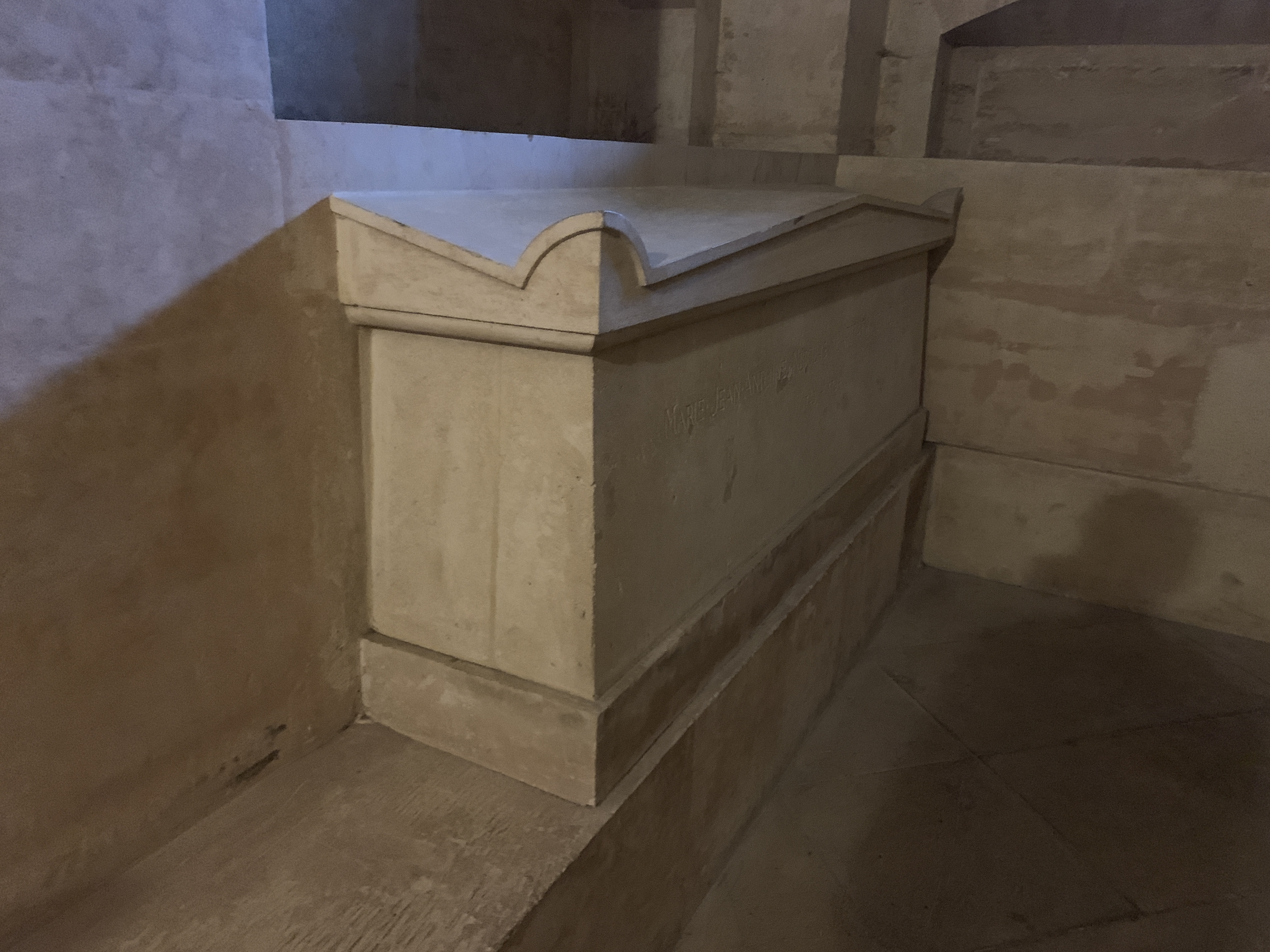
Tomba di Condorcet al Panthéon

Il 25 marzo 1794 Condorcet, convinto di non essere più al sicuro, lasciò il suo nascondiglio e cercò di lasciare Parigi. Due giorni dopo fu arrestato a Clamart, in quanto sprovvisto di documenti d'identità validi - dichiarava di chiamarsi Pierre Simon, di professione cameriere -, e imprigionato a Bourg-la-Reine (o, come veniva chiamata la cittadina durante la Rivoluzione, Bourg-l'Égalité). Quarantotto ore dopo fu ritrovato morto nella sua cella, riverso sul pavimento e con segni di epistassi, prima che fosse identificato e dunque processato. La teoria maggiormente accettata dagli storici è che un suo amico, il medico e filosofo Pierre Jean Georges Cabanis, gli avesse fornito del veleno già il 30 giugno 1793 (una letale mistura di oppio e stramonio, conservato in un anello) e che Condorcet l'usò per suicidarsi, onde evitare un destino come quello di Bailly (il quale, condannato a morte, venne quasi linciato dalla folla mentre veniva scortato al patibolo). Tuttavia altri ritengono che potrebbe essere stato ucciso (forse perché troppo famoso e amato per essere giustiziato). L'ufficiale sanitario dichiarò che il decesso poteva imputarsi ad "apoplessia sanguigna", cioè ictus cerebrale. Lo storico Jules Michelet disse che, suicida o no, in questo modo fu evitata "alla Repubblica la vergogna del parricidio, il crimine di colpire l'ultimo dei philosophes senza i quali essa non sarebbe esistita".
Condorcet fu sepolto al Panthéon di Parigi nel 1989, in onore del bicentenario della Rivoluzione francese e in omaggio al suo ruolo come figura centrale dell'Illuminismo ed enciclopedista. La bara era tuttavia vuota; inumato infatti nel cimitero comune di Bourg-la-Reine col suo falso nome di Pierre Simon, i suoi resti andarono perduti durante l'Ottocento.

### Famiglia

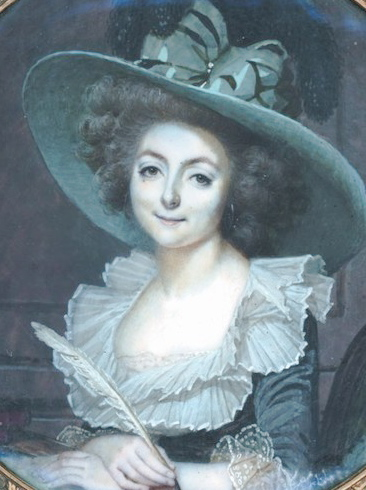
Sophie de Condorcet

Nel 1786 Condorcet sposò Sophie de Grouchy, di oltre vent'anni più giovane di lui. Sua moglie, considerata una delle più belle donne della società, mantenne un fortunato salotto letterario e si dedicò alla traduzione di Thomas Paine e Adam Smith. Erudita, intelligente e istruita, parlava correntemente sia inglese che italiano. Sophie visitò spesso il marito, quando questi si nascondeva per evitare l'arresto. Iniziò la procedura di divorzio nel gennaio 1794, solo a causa delle insistenze di Condorcet e di Cabanis, che volevano proteggere la proprietà di famiglia dall'esproprio e quindi garantire la sicurezza finanziaria a Sophie e alla figlioletta, Louise Alexandrine, conosciuta come Eliza, nata nel 1790.
Sophie morì nel 1822, senza essersi mai risposata pur avendo delle relazioni sentimentali stabili; tra il 1801 e il 1804 si era dedicata alla pubblicazione di tutte le opere di Condorcet. Amica fra gli altri di Giulia Beccaria e del giovane Alessandro Manzoni, fu legata da una convivenza ventennale a Claude Fauriel, che non volle tuttavia mai sposare, considerando umiliante contrarre matrimonio con un non nobile.
Il suo lavoro fu continuato dalla figlia Eliza Condorcet, che curò una nuova edizione, tra il 1847 e il 1849.

## Condorcet e il progresso
Gli scritti di Condorcet costituirono un contributo chiave all'Illuminismo francese, e in particolare il suo pensiero riguardo al progresso umano; in precedenza era inconcepibile credere che l'uomo potesse capire tutto del mondo naturale. Nessuno degli scritti di Condorcet fa riferimento a credenze in una religione o a interventi divini negli affari umani, al contrario ribadì spesso la sua fede nell'umanità stessa e nella sua abilità a progredire grazie alla filosofia morale come quella di Aristotele.

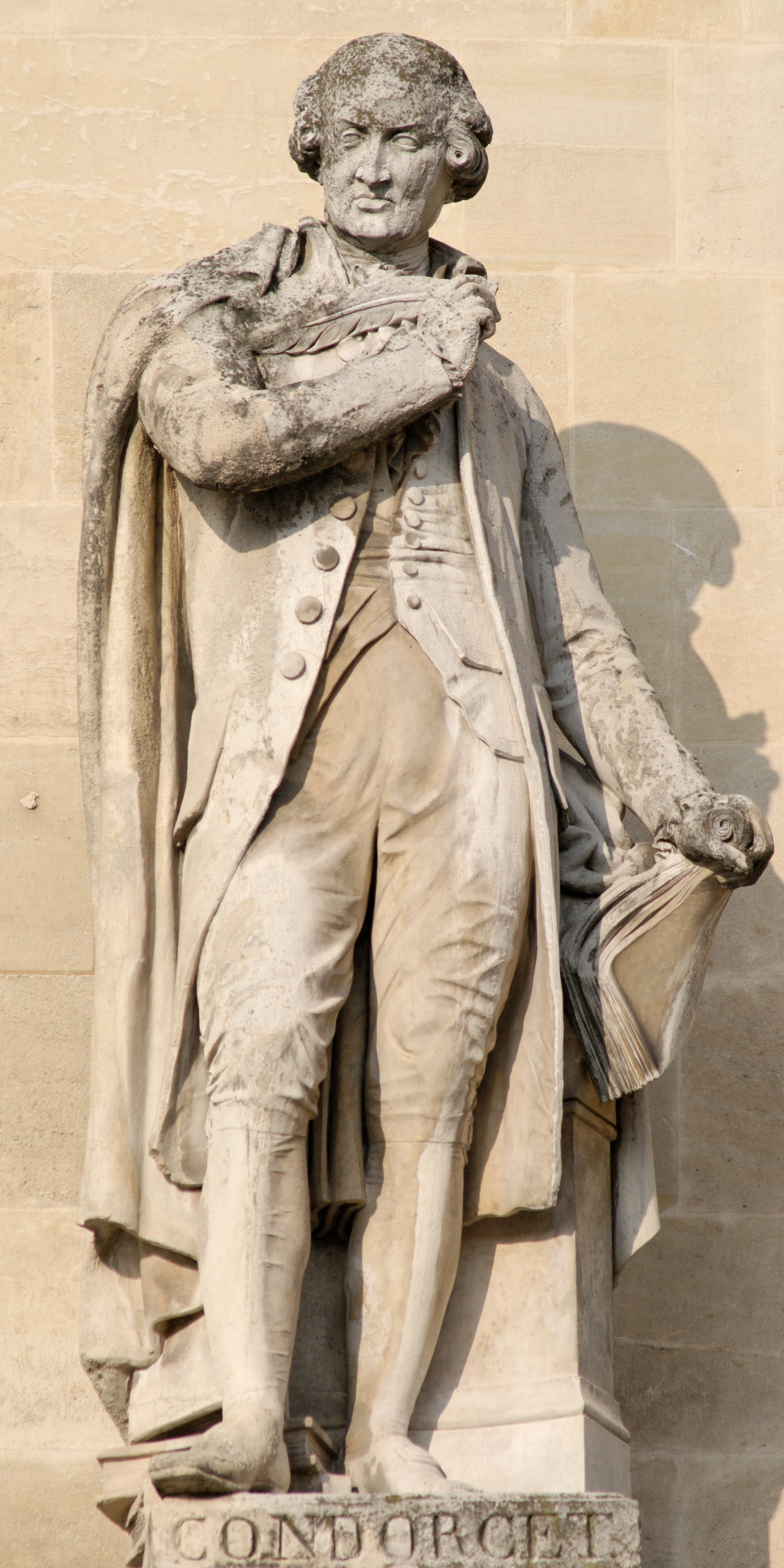
Statua di Condorcet al Louvre

Questo ha fatto pensare che Condorcet, con il suo scetticismo verso tutte le religioni e la simpatia per l'anticlericalismo di Voltaire, fosse ateo.
Attraverso questa accumulazione e condivisione di conoscenza, era convinto che ogni uomo potesse arrivare alla comprensione di tutti gli eventi nel mondo naturale. L'Illuminismo riguardo alla conoscenza del mondo fisico esortava al progresso nel mondo sociale e politico. Condorcet credeva che non fosse possibile definire l'esistenza umana perfetta e quindi credeva che il progresso della specie umana sarebbe stato eterno. Considerava l'uomo come in costante avvicinamento verso l'utopica società perfetta. Perché ciò fosse davvero possibile, comunque, Condorcet insisteva sulla necessità di unione tra gli uomini, indipendentemente da razza, religione, cultura o sesso.

## Opere
- Abbozzo di un quadro storico del progresso dello spirito umano, postuma, 1795